# Kościół Nawiedzenia Najświętszej Maryi Panny na Ślęży
Kościół Nawiedzenia Najświętszej Maryi Panny na Ślęży – zabytkowy kościół pomocniczy parafii pw. Najświętszego Serca Pana Jezusa w Sulistrowicach, znajdujący się na szczycie Ślęży.

## Historia

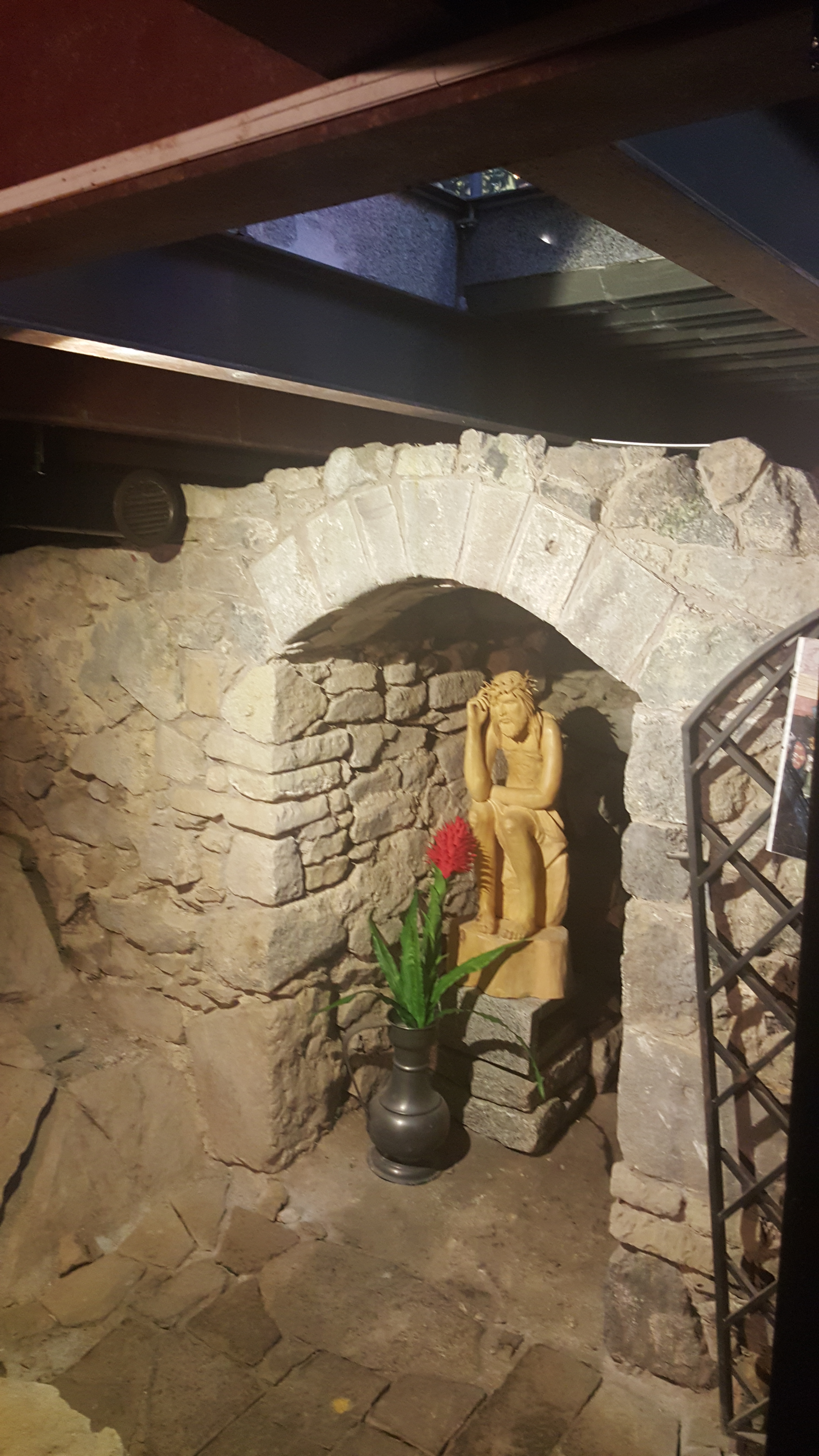
Krypta. Pierwotnie w miejscu obecnego kościoła znajdowała się północna część zamku piastowskiego

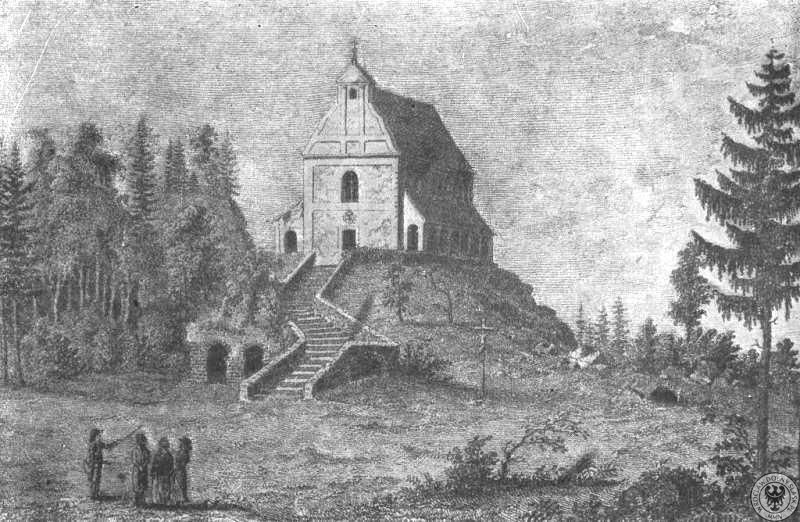
Kaplica na Ślęży – ryc. z początku XIX w.

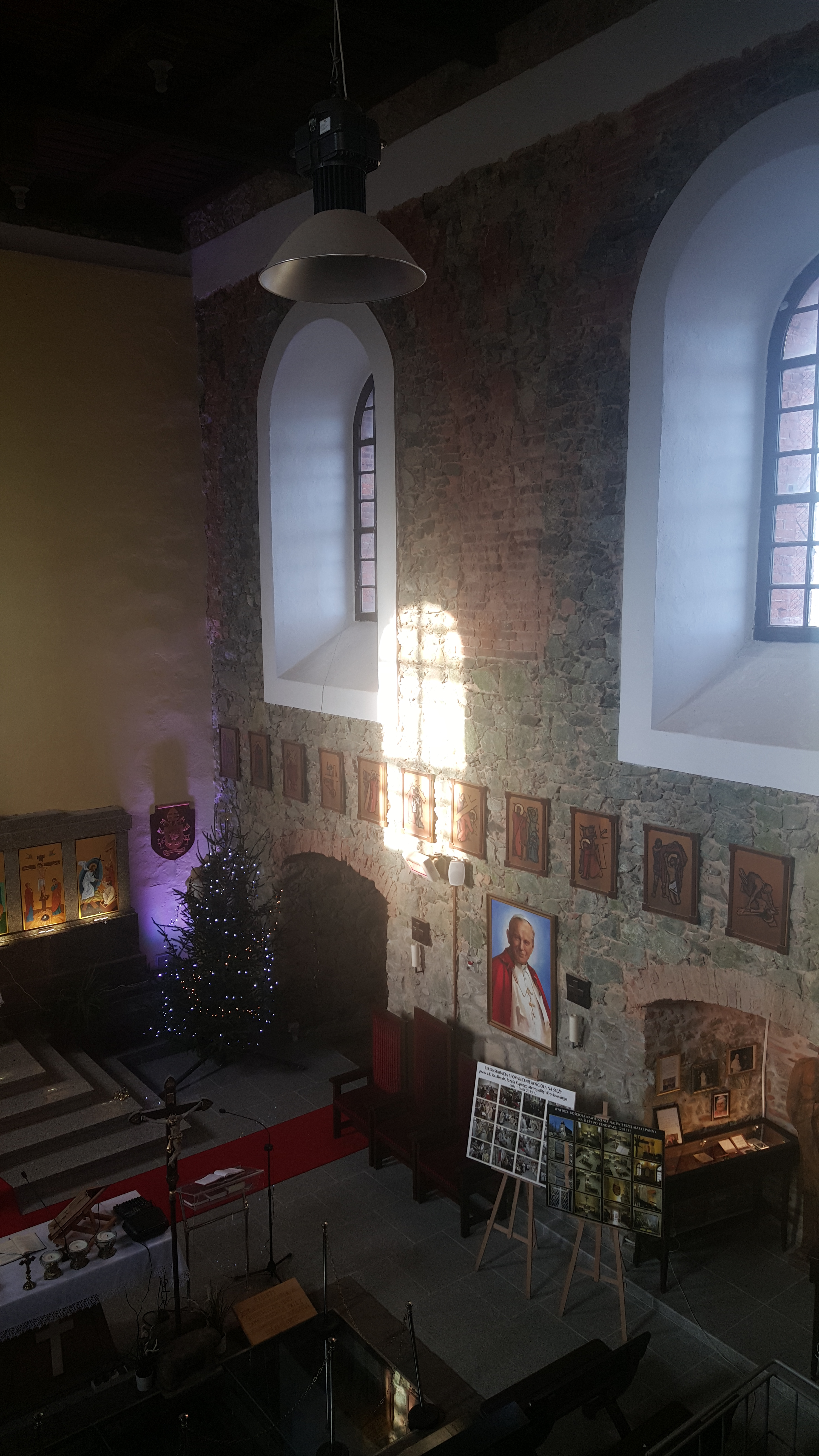
Wnętrze kościoła

Kościół zbudowany został na ruinach średniowiecznego kamiennego zamku. Dziś fragmenty murów można podziwiać zwiedzając podziemia świątyni.
Pierwsze wzmianki na temat świątyni na górze Ślęża pochodzą z XII wieku. Wówczas to pomiędzy rokiem 1128 a 1138 możnowładca śląski, palatyn Piotr Włostowic sprowadził z flandryjskiego klasztoru w Arrovaise w hrabstwie Artois na Ślężę zakon augustianów przekazując im górę i fundując na niej budowę świątyni i klasztoru. W połowie XII wieku (po 1148) kanonicy św. Augustyna przenieśli się do Wrocławia, na wyspę Piasek.
W latach 1698–1702 w jego miejsce postawiono murowaną kaplicę. Dnia 11 lipca 1702 roku świątynię poświęcił jej fundator i budowniczy, opat klasztoru augustianów na Piasku we Wrocławiu, Jan Sievert. Kaplica była jednonawowa i posiadała otwarte ganki arkadowe po bokach; jej wschodnia fasada zwieńczona była trójkątnym szczytem ze spływami. W roku 1822 dobudowano galerię widokową.
W nocy z 4 na 5 czerwca 1834 roku świątynia spłonęła w pożarze wywołanym uderzeniem pioruna. Ponowna odbudowa rozpoczęła się w latach 1851–1852 za sprawą ks. kardynała Melchiora von Diepenbrocka. Projekt nowego kościoła wykonał Antoni Gericke. Zachował on neoromański wygląd świątyni z salowym wnętrzem, drewnianym stropem i kwadratową wieżyczką. W dużej części budulcem dla nowej świątyni były zachowane z pożaru stare mury i elementy kamieniarskie. 15 sierpnia 1852 roku kościół został poświęcony, a papież Pius IX podarował mu obraz Matki Boskiej. W 1901 roku wieża kościoła zyskała żelazną galeryjkę widokową.
Po II wojnie światowej kościół ponownie popadł w ruinę. Kolejne remonty przeprowadzano w 1967 (dzięki staraniom ks. bp. Rektora Pawła Latuska) i w 2000. W latach 2004–2006 pod świątynią prowadzono prace archeologiczne, co spowodowało czasowe zamknięcie świątyni. W 2012 roku ksiądz dr prał. Ryszard Staszak, proboszcz parafii w Sulistrowicach, dzięki pomocy arcybiskupa metropolity wrocławskiego Józefa Kupnego, władz samorządowych w Sobótce, Miłośników Ziemi Ślężańskiej i wielu parafian rozpoczął kolejną odbudowę kościoła. Efektem prac było odprawienie 28 września 2014 roku pierwszej po 10 latach mszy świętej. Budowla została uszkodzona podczas wichury 29/30 stycznia 2022 – zerwany został miedziany dach świątyni.
Obok kościoła znajduje się Dom Turysty PTTK z 1908 roku, również wpisany do rejestru zabytków.

## Muzeum
Po ukończeniu wszystkich prac remontowych w murach świątyni powstała stała ekspozycja muzealna, obejmująca kościół, wieżę widokową i ruiny zamku piastowskiego.